# پیتر فلپس
پیتر فلپس (انگلیسی: Peter Phelps؛ زادهٔ ۲۰ سپتامبر ۱۹۶۰) هنرپیشه و خواننده اهل استرالیا است. از فیلم‌هایی که وی در آن نقش داشته است، می‌توان به لانتانا، نجات: عملیات ویژه، مربع و نقطه شکست اشاره کرد. او از سال 2000 با دونا فاکس ازدواج کرده است. آنها یک فرزند دارند.